# Granja Carolina
O bairro Granja Carolina é um bairro de zona rural do município de Itapevi e do município de Cotia, no estado de São Paulo.
Granja Carolina é uma antiga fazenda que pertence ao espólio de Celso Santos. Com 8.896.100,25 m2, está dividida em duas glebas: uma localizada em Cotia, com 3.235.780,25 m2, e outra em Itapevi, com 5.660.320,00 m2.
Um grande empreendimento imobiliário, ainda em fase de planejamento - Projeto Vila Florestal - foi desenvolvido para implantar um condomínio de alta padrão no bairro.

## Projeto Vila Florestal
Projeto Vila Florestal é um grande empreendimento imobiliário, ainda em fase de planejamento, de responsabilidade da Alphaville Urbanismo, empresa que implantou o complexo de condomínios de alto padrão na cidade de Barueri.
O projeto também está conhecido como "futuro Condomínio Granja Carolina".

## Acesso
O bairro faz limite com os bairros Vila Belmira e Roselândia, o condomínio Vila Verde e a Rodovia Raposo Tavares.
O bairro tem acesso pela Estrada do Pau Furado e Estrada da Roselândia.